# خیرون(بازیگر)
خیرون (انگلیسی: Kheiron؛ زادهٔ ۲۱ نوامبر ۱۹۸۲) کمدین، طنز نویس، کارگردان فیلم، فیلم‌نامه‌نویس، و بازیگر اهل فرانسه با اصلیتی ایرانی است.